# Деревок
Дерево́к (укр. Деревок) — село в Любешовской поселковой общине Камень-Каширского района Волынской области Украины.
До 2020 года входило в Любешовский район.
Код КОАТУУ — 0723184201. Население по переписи 2001 года составляет 922 человека. Почтовый индекс — 44243. Телефонный код — 3362. Занимает площадь 0,004 км².